# Cementerio Hillside Memorial Park
El Hillside Memorial Park and Mortuary es un cementerio judío ubicado en el 6001 de la avenida West Centinela de Culver City (California), en Estados Unidos. En Hillside están enterrados numerosos miembros de la industria del espectáculo de religión judía. Este cementerio es conocido por la elaborada tumba de Al Jolson, diseñada por el arquitecto Paul Williams, que consta de una pérgola de casi 23 metros de altura sobre una cascada en la cima de una colina, visible desde la adyacente Interestatal 405.

## Historia
El cementerio fue fundado como B'nai B'rith Memorial Park en 1941 por Lazare F. Bernhard y los hermanos Groman. El parque se construyó sobre 35 acres (14 164 ha) de colinas en una zona sin urbanizar cercana a Inglewood. En 1942, el parque fue rebautizado como «Hillside Memorial Park». A causa de las objeciones de la Cámara de Comercio de Inglewook, la Junta de Supervisión del Condado de Los Ángeles no le concedió la licencia para operar hasta julio de 1943.
En 1951, el parque se hizo famoso cuando Erle Jolson, viuda de Al Jolson, compró un terreno de gran tamaño y mandó erigir un monumento de 23 m de altura en memoria de su difunto esposo. Cientos de personas asistieron a su inauguración, en la que Jack Benny fue el encargado del panegírico.
Tras una enconada batalla legal entre los hermanos Groman, y la muerte de Robert Groman en 1957, el parque fue adquirido por el Templo Israel de Hollywood, que sigue siendo su propietario y administrador.
Bob Hope fue el encargado de pronunciar la elegía en el funeral de Jack Benny, al que asistieron más de 2000 personas, entre ellas, numerosas personalidades del espectáculo. En Hillside están enterradas importantes figuras de la filantropía, los derechos de la mujer, las leyes, la educación, la medicina y la religión, algunos de los cuales se listan a continuación:

## Enterramientos notables

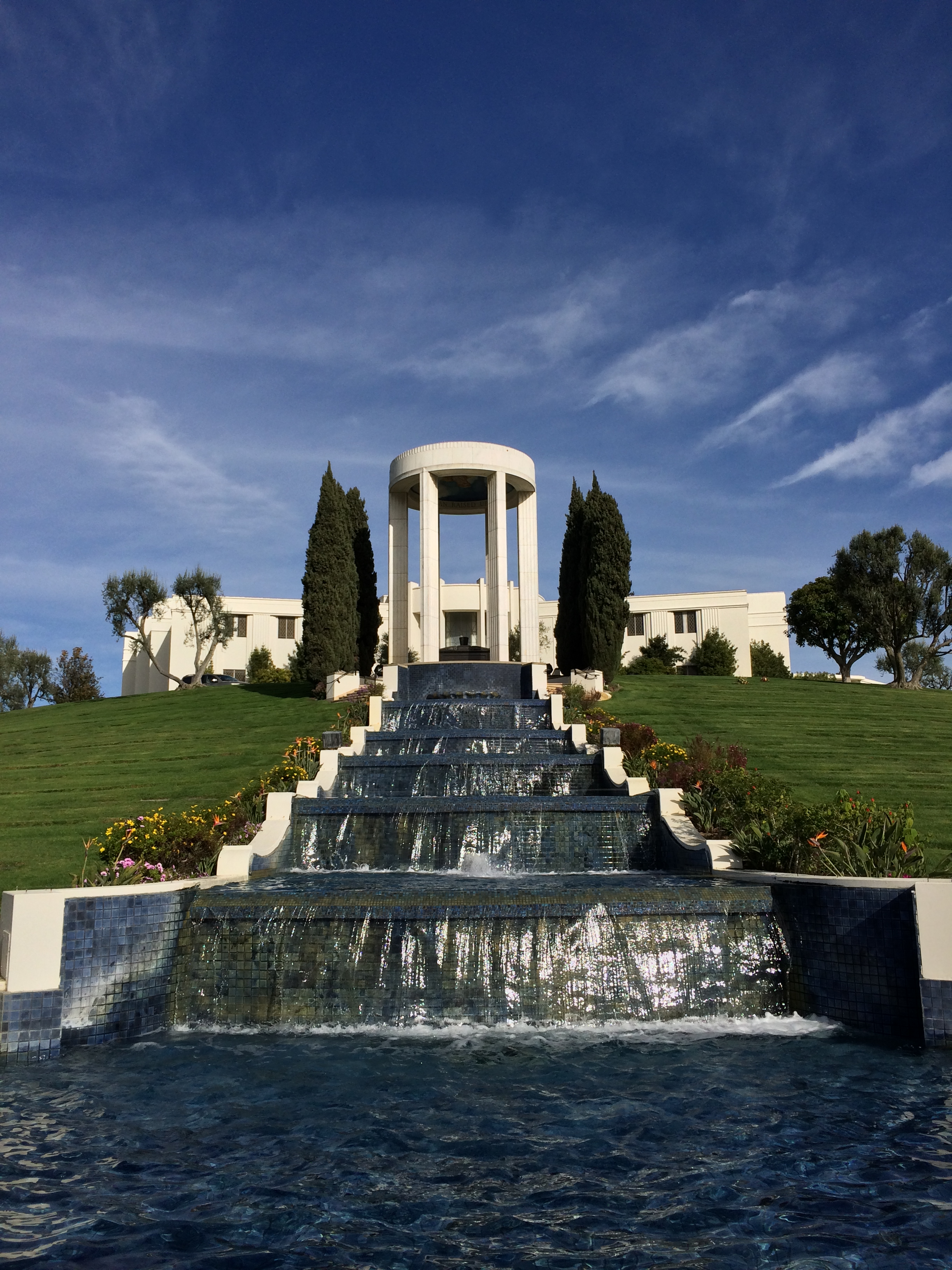
Monumento dedicado a Al Jolson en el cementerio Hillside Memorial Park

### A
- Corey Allen (1934–2010), actor, director, productor y guionista

- Sheldon Allman (1924–2002), actor, cantante y compositor

- Adam Goldstein (1973–2009), disc-jockey

- Maria Altmann (1916–2011), refugiada

### B
- Gene Barry (1919–2009), actor

- Jack Benny (1894–1974), actor y humorista

- Henry Bergman (1868–1946), actor

- Milton Berle (1908–2002), actor y humorista

- Pandro S. Berman (1905–1996), productor y antiguo jefe de RKO Pictures

- Theodore Bikel (1924–2015), actor y cantante

- Mike Bloomfield (1943–1981), músico

- Ben Blue (1901–1975), actor y humorista

- Neil Bogart (1943–1982), fundador de Casablanca Records

- Richard Brooks (1912–1992), director

- Marion Byron (1911–1985), actriz

### C
- Susan Cabot (1927–1986), actriz

- Eddie Cantor (1892–1964), actor, humorista y cantante

- Nell Carter (1948–2003), actriz y cantante

- Jeff Chandler (1918–1961), actor

- Cyd Charisse (1922–2008), actriz y bailarina

- Mickey Cohen (1913–1976), gánster
- E Eydie Gorme (1928-2013),Cantante

### D
- Danny Dayton (1923–1999), actor

### F
- Max Factor, padre (1877–1938), empresario de la cosmética

- Max Factor hijo (1904–1996), empresario de la cosmética

- Percy Faith (1908–1976), músico

- Arthur Freed (1894–1973), productor y cantautor

- Friz Freleng (1906–1995), creador de películas de animación

### G
- Larry Gelbart (1928–2009), guionista de televisión

- Jerry Goldsmith (1929–2004), compositor

- Eydie Gormé (1928–2013), cantante

- Hank Greenberg (1911–1986), jugador de béisbol en las MLB, miembro del Salón de la Fama del Béisbol

- Lorne Greene (1915–1987), actor

### H
- Monty Hall (1921–2017), presentador de concursos

- Ruth Handler (1916–2002), inventora de la muñeca Barbie

- Moe Howard (1897–1975), actor, humorista y miembro del grupo Los Tres Chiflados

### J
- David Janssen (1931–1980), actor

- George Jessel (1898–1981), actor y humorista

- Al Jolson (1886–1950), actor y cantante

### L
- Mark Landon (1948–2009), músico y actor, hijo adoptivo de Michael Landon

- Michael Landon (1936–1991), actor

- Sheldon Leonard (1907–1997), actor y productor

- Peggy Lipton (1946–2019), actriz

- Mary Livingstone (1905–1983), actriz y humorista

### M
- Abby Mann (1927–2008), guionista

- Daniel Mann (1912 –1991), director de cine

- Hal March (1920–1970), actor y humorista

- Trudy Marshall (1920–2004), actriz

- Tony Martin (1913–2012), actor y cantante

- Howard Morris (1919–2005), actor y humorista

- Vic Morrow (1929–1982), actor

- Jan Murray (1916–2006), actor y humorista

### N
- Leonard Nimoy (1931–2015), actor

- Louis Nye (1913–2005), actor y humorista

### O
- David Opatoshu (1918–1996), actor

### P
- Joe Pasternak (1901–1991), productor

- Don Payne (1964–2013), guionista

- Poldek Pfefferberg (1913–2001), superviviente del Holocausto

- Julia Phillips (1944–2002), escritora y productora

- Suzanne Pleshette (1937–2008), actriz

- Tom Poston (1921–2007), actor

### R
- Charlotte Rae (1926–2018), actriz

- Deborah Raffin (1953–2012), actriz y editora de audiolibros[7]

- Irving Reis (1906–1953), productor de radio, director de radio y cine

- Paul Richards (1924–1974), actor

- Leo Robin (1900–1984), compositor

- Stanley Ralph Ross (1935–2000), escritor y actor

- Benny Rubin (1899–1986), actor

- Jerry Rubin (1938–1994), miembro del Partido Internacional de la Juventud y de los Chicago Seven

### S
- Connie Sawyer (1912–2018), actriz

- Sherwood Schwartz (1916–2011), productor de televisión, creador de La isla de Gilligan y The Brady Bunch

- Dick Shawn (1923–1987), actor y humorista

- Allan Sherman (1924–1973), actor, humorista y cantante

- Robert B. Sherman (1925–2012), compositor

- Dinah Shore (1916–1994), cantante, actriz y presentadora de televisión (parte de sus cenizas)

- Julius Shulman (1910–2009), fotógrafo de arquitectura

- George Sidney (1916–2002), director y productor

- Aaron Spelling (1923–2006), productor

- Lela Swift (1919–2015), director y productor

### T
- Konrad Tom (1887–1957), actor, director, cantante y escritor

- Lupita Tovar (1910–2016), actriz

### W
- Irving Wallace (1916–1990), author

- Paul Francis Webster (1907–1984), compositor

- Jerry Weintraub (1937–2015), agente de artistas, promotor de conciertos y productor de cine[8]

- Shelley Winters (1920–2006), actriz

- Stan Winston (1946–2008), especialista en efectos visuales y maquillaje

### Z
- Sam Zimbalist (1904–1958), editor de películas

- Sandra Zober (1927–2011), actriz, esposa de Leonard Nimoy